# Lokomotiva 180
Lokomotiva řady 180 je elektrická lokomotiva na stejnosměrný proud určená především pro nákladní dopravu. V počtu dvou kusů ji vyrobila plzeňská firma Škoda v letech 1958 a 1959 pod továrním označením Škoda 23E. Jednalo se o prototypové stroje, na něž poté navázala výroba dalších typů lokomotiv.

## Vývoj
Poté, co se ukázalo, že původní teze univerzální lokomotivy pro osobní i nákladní dopravu u řady 140 selhala kvůli nedostatečné tažné síle a výkonu, objednaly si ČSD nový typ lokomotivy s vyšším výkonem a šesti nápravami, které by lépe vyhovovaly náročným podmínkám na trati Praha – Košice. Původní provedení lokomotiv bylo se šesti elektromotory s výkonem 508 kW a převodovým poměrem pro rychlost 120 km/h. Přestože lokomotivy předvedly velmi dobré výkony a v dopravě těžkých rychlíků předčily slabší řadu 140, ukázalo se, že jejich výkon a tažná síla způsobuje hodně problémů s přetrháváním šroubovek (součást spojovacího ústrojí mezi vagony). Proto byly u jedné lokomotivy dosazeny nové motory s nižším výkonem 435 kW, které byly později dosazeny na lokomotivy řady 181 a na tomto stroji byly pro tento účel vyzkoušeny (celkový výkon lokomotivy poklesl na 2 610 kW). Druhé lokomotivě byl rovnou dosazen nový typ podvozku a výkon zůstal na 3 048 kW. Tím byla také oběma strojům snížena maximální rychlost na 90 km/h. Vzhledem k tomu že šlo o prototypové stroje, dále výroba nepokračovala a zdokonalená verze byla rovnou vyrobena pod novou řadou E 669.1 (181).
Kromě dvou prototypových strojů pro ČSD byly vyrobeny dva další téměř shodné pro Sovětský svaz (řada ČS2, tovární typ Škoda 25E). Na ně poté navázala sériová výroba.

## Konstrukce
Lokomotiva má ocelovou lokomotivní skříň po jedné straně s žaluziemi kvůli nasávání chladicího vzduchu (první použití tohoto systému v Československu). Pohání ji šest elektromotorů, pro každou nápravu jeden. Na obou koncích lokomotivní skříně jsou stanoviště strojvedoucího se čtyřdílnými čelními okny. Regulace výkonu je klasická odporová (principiálně shodná s řadou 140) – strojvedoucí vyřazováním rozjezdových odporů volí jednotlivé jízdní stupně a může tak regulovat výkon lokomotivy. Brzdová výstroj sestává z přímočinné a samočinné tlakové brzdy a zajišťovací ruční brzdy.

## Provoz

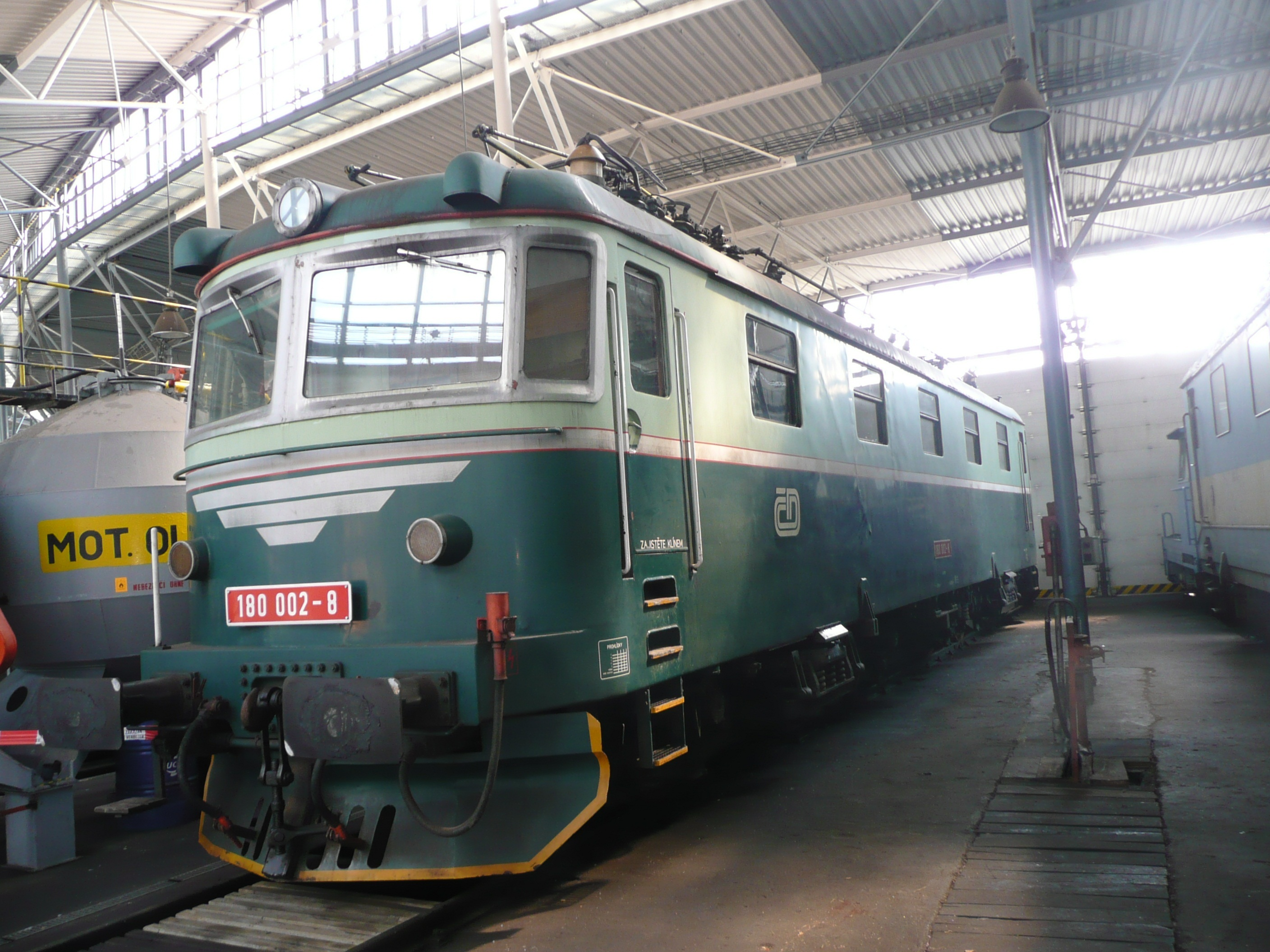
Druhý prototyp v chomutovském depozitáři

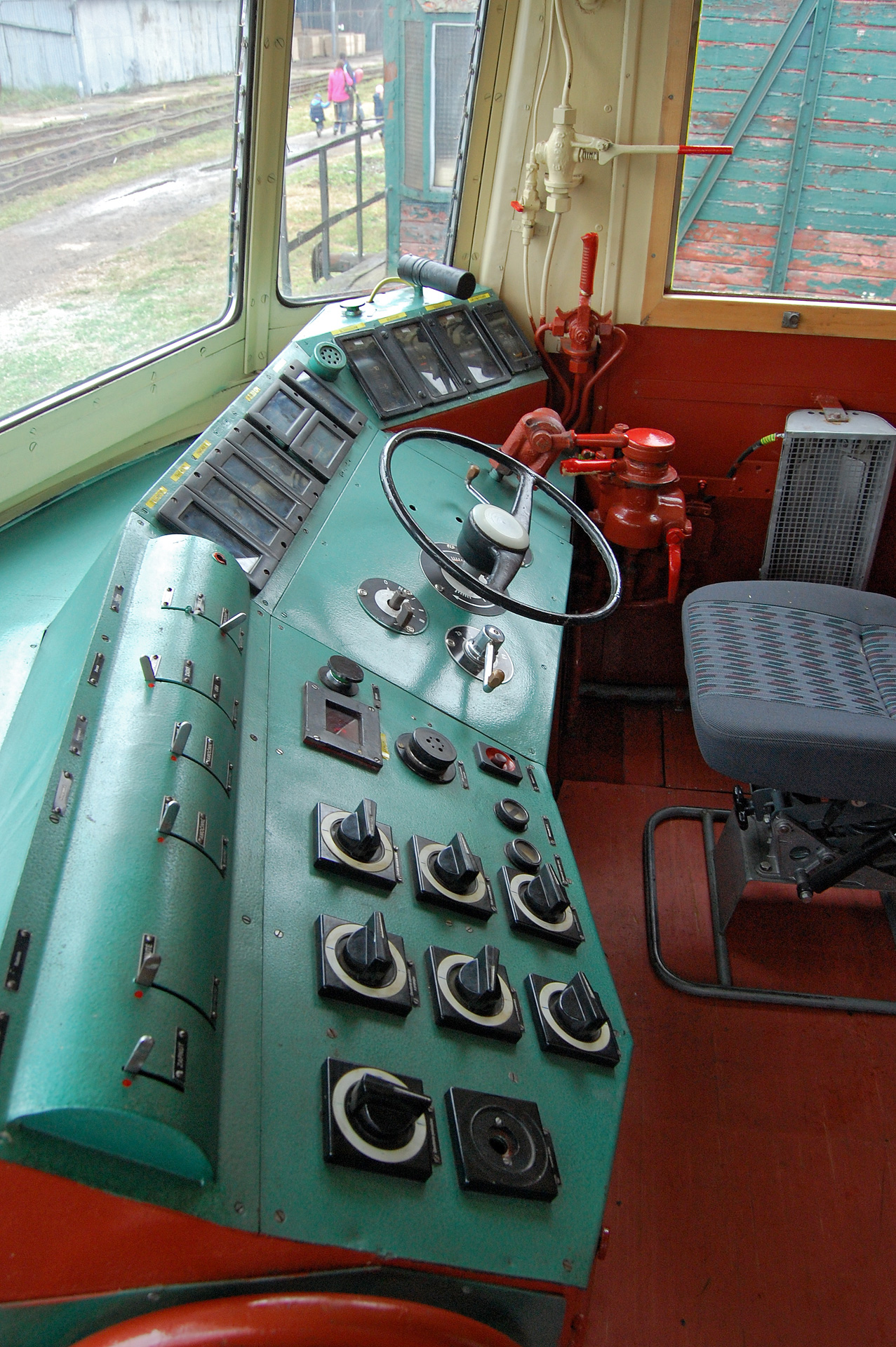
Stanoviště muzejní lokomotivy 180.001 (E 669.001)

Lokomotivy byly od výrobce předány do depa Praha hlavní nádraží, kde podstoupily první zkoušky v rychlíkové dopravě. Po rekonstrukci a snížení rychlosti byly předány do České Třebové s určením pro těžkou nákladní dopravu. Zde se již naplno osvědčily a po boku novějších strojů sloužily bez problémů po mnoho let. První prototyp byl koncem 80. let odstaven a navržen na zrušení, ale v souvislosti s plánovanými oslavami 150 let železnice v České Třebové v roce 1995 prošel hlavní opravou s uvedením do původní podoby. Druhý stroj stále sloužil v běžné nákladní dopravě (především na tratích do Pardubic, Hradce Králové a Nymburka) a stejně jako „jednička“ obdržel historický nátěr. Takto byl příležitostně provozován až do roku 2001 a poté zařazen do muzejních sbírek. Dnes již není provozní a je uchováván v depozitáři NTM v Chomutově. Starší stroj zůstává v provozním stavu v České Třebové pro občasné historické jízdy.

## Význam
Jako první šestinápravové elektrické lokomotivy ze Škody se staly oba stroje řady 180 základním kamenem vývoje těžkých nákladních lokomotiv minimálně na dvě desetiletí dopředu. Mnohá konstrukční řešení na nich poprvé vyzkoušená byla později s úspěchem využita v dalších typech, naopak některé principy (např. vícedílná čelní okna, koncepce chlazení) již znovu uplatněny nebyly. Přesto se po provedených úpravách staly spolehlivými a užitečnými pro nákladní vlaky. Vychází z nich novější řady 181, 182 a 183.

## Historické lokomotivy
- 180.001 (České dráhy, depo Lužná u Rakovníka)
- 180.002 (Národní technické muzeum, depozitář Chomutov)